# Sint-Godelieve (Brugge)
Sint-Godelieve is een wijk en parochie in Sint-Michiels, deelgemeente van de stad Brugge, in de Belgische provincie West-Vlaanderen. Sint-Godelieve is een deelwijk van de wijk Stokvelde, gesitueerd in het zuiden van de deelgemeente. Sint-Godelieve omvat het noordelijke deel van Stokvelde en grenst in het oosten aan het bedrijventerrein Ten Briele.
Deelgemeenten: Assebroek · Dudzele · Koolkerke · Lissewege · Sint-Andries · Sint-Kruis · Sint-Michiels

Zie ook: lijst van wijken en kernen in Brugge

Belgische gemeenten · Arrondissement Brugge · West-Vlaanderen · Vlaanderen